# Église Saint-Maurice de Vollore-Ville
L'église Saint-Maurice est une église catholique située à Vollore-Ville, en France.

## Localisation
L'église est située dans le département français du Puy-de-Dôme, sur la commune de Vollore-Ville.

## Historique

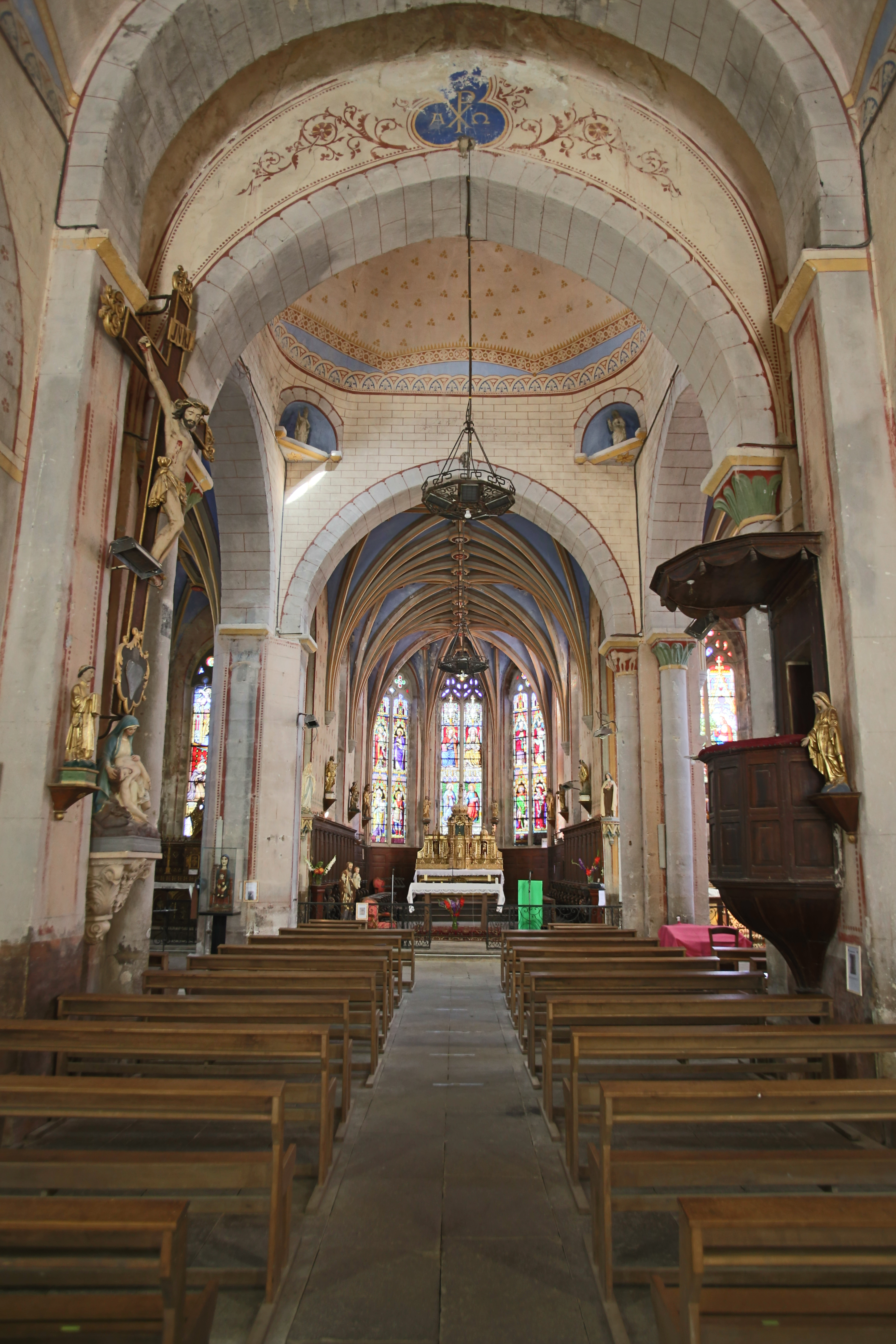
La nef romane.
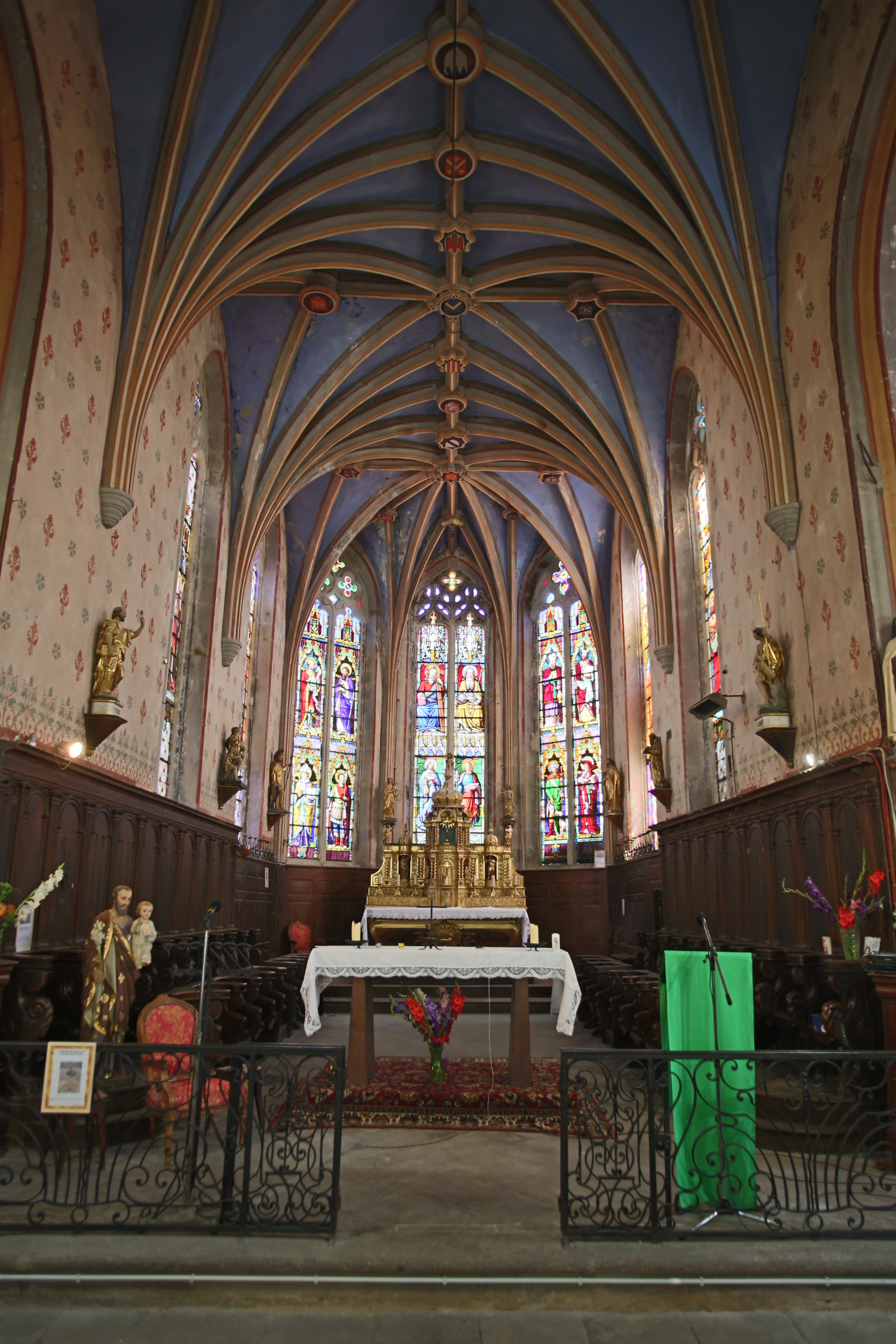
Le chœur gothique.
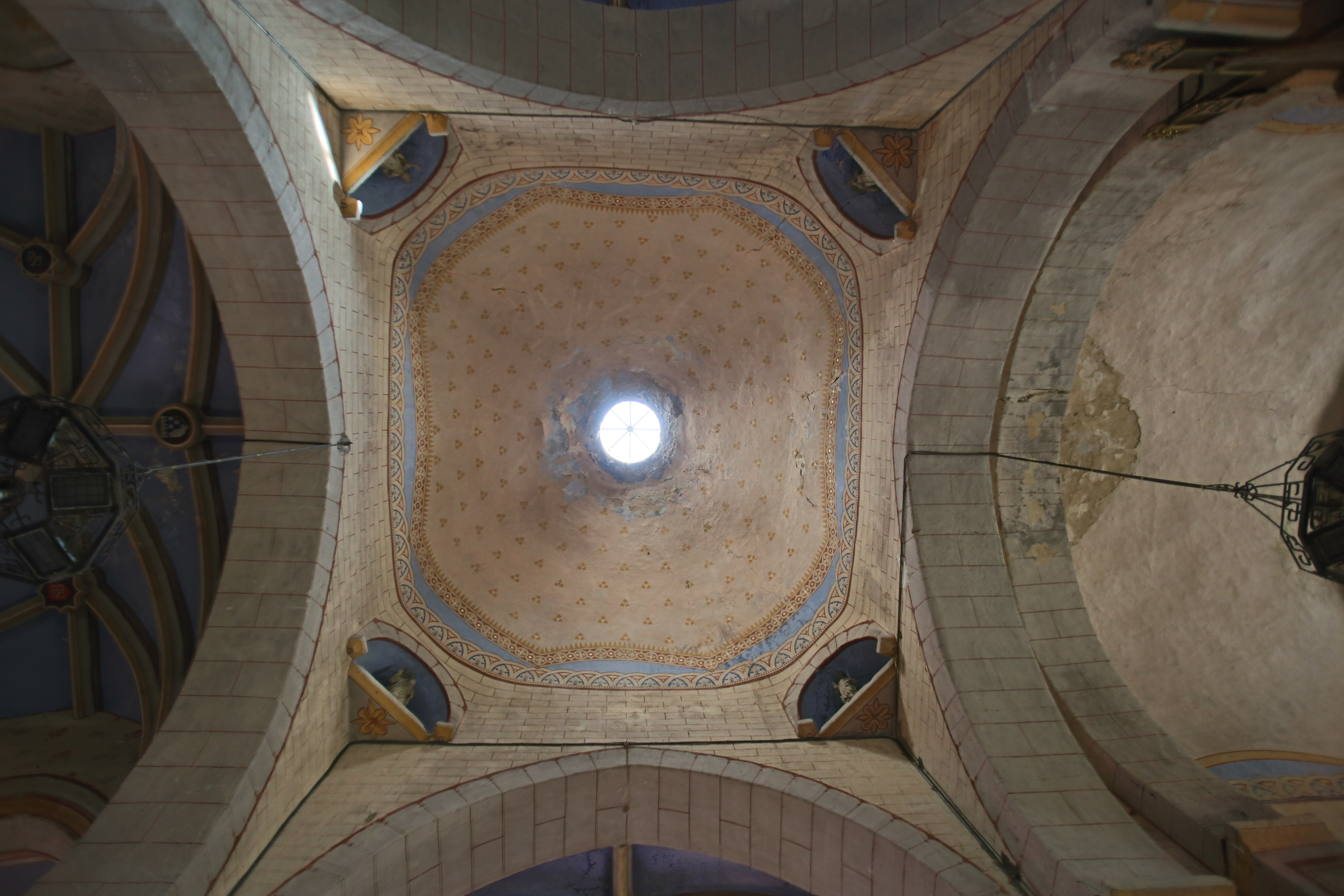
La croisée de transept.

L'édifice est classé au titre des monuments historiques en 1989.